# Добриц
Добриц (нем. Dobritz) — община в Германии, в земле Саксония-Анхальт.
Входит в состав района Анхальт-Цербст. Подчиняется управлению Эльбе-Эле-Нуте. Население составляет 308 человек (на 31 декабря 2006 года). Занимает площадь 15,45 км².